# Júlio César Soares Espíndola
Júlio César (* 3. září 1979 Duque de Caxias), celým jménem Júlio César Soares Espíndola, je bývalý brazilský fotbalista rovněž hrající za brazilskou reprezentaci. Hrál na pozici brankáře. Sedm let působil ve Flamengu, dalších sedm pak v Interu Milán.

## Klubová kariéra
Od ledna 2000 do léta 2004 stál Julio Cesar v bráně brazilského klubu Flamengo a podílel se na tehdejším úspěchu klubu. V roce 2005 byl vyměněný do fotbalového klubu Inte Milan Itálii, kde si zvykal na evropské prostředí. Od léta 2012 je brankářem Queens Park Rangers. V roce 2014 byl vyslán na hostování do kanadského týmu Toronto FC hrajícího Major League Soccer.
V srpnu 2014 přestoupil do portugalského klubu Benfica Lisabon, kde podepsal dvouletý kontrakt.

## Reprezentační kariéra
Zúčastnil se MS v roce 2010 v Jihoafrické republice a předcházejícího Konfederačního poháru FIFA 2009 v téže zemi (Konfederační pohár je brán jako „generálka“ na Mistrovství světa). Ve finále Konfederačního poháru Brazílie zdolala 3:2 USA. Chytal i na Konfederačním poháru FIFA 2013 v Brazílii, kde domácí brazilský tým získal zlaté medaile po vítězství 3:0 ve finále nad Španělskem.
Trenér Luiz Felipe Scolari jej vzal na domácí Mistrovství světa 2014 v Brazílii. Na šampionátu byl brankářskou jedničkou. V semifinále proti Německu sedmkrát inkasoval a byl tak u historického brazilského debaklu 1:7. Velký díl viny padá ale také na chaotickou obranu, která v prvním poločase dovolila Němcům do 29. minuty pětkrát skórovat. Brazilci obsadili konečné čtvrté místo a zůstali bez medaile.